# Rua Líbero Badaró
La Rúa Líbero Badaró es una calle importante ubicada en el distrito de Sé, en la zona central de la ciudad de São Paulo, Brasil. Antiguamente llamada Rua Nova de São José se inicia en el Largo de São Francisco y termina en el Largo São Bento donde se ubica el Mosteiro de São Bento.
Tiene cruces con la Rúa José Bonifácio, la Plaza del Patriarca, la rúa Dr. Falcão Filho, el Viaduto do Chá, la rúa Dr. Miguel Couto y la Avenida São João.

## Historia
La denominación de esta rúa es un homenaje a Giovanni Battista Libero Badarò, periodista, político y médico italiano radicado en Brasil que fuera asesinado en la calle donde vivía por motivos políticos. Vecinos ilustres de esta calle fueron: Amador Rodrigues de Lacerda Jordão, barón de São João do Rio Claro (1857), Joaquim José dos Santos Silva, barón de Itapetininga (1873) y Francisco Xavier Paes de Barros, barón de Tatuí (1887). 
En esta calle se ubicó el Hotel Carlton, que era frecuentado por los intelectuales modernistas de inicio del siglo XX.
El escritor Oswald de Andrade estableció en el tercer piso del número 67 de esta calle una “garçonière”, una especie de club de intelectuales frecuentado, entre otros, por Mário de Andrade, Guilherme de Almeida, Ribeiro Couto y Di Cavalcanti.
También se ubicó el Othon Palace Hotel, un símbolo de la hotelería de lujo en la ciudad de São Paulo, fundado en 1954 por ocasión de la conmemoración de los 400 años de la ciudad. Con el deterioro del centro histórico, a partir de los años 1970, los huéspedes prefirieron otros hoteles y el hotel tuvo que cerrar. Declarado de utilidad pública, y ubicado cerca a la Alcaldía Municipal, se decidió su aprovechamiento para albergar órganos públicos municipales. Su proceso de expropiación fue interrumpido en la gestión del alcalde Kassab, cuando se dío su ocupación por un grupo de invasores sin viviendo y se mantuvo a la espera de una decisión futura.
En esta calle se encuentran los históricos edificios Sampaio Moreira y Conde de Prates, que se ubicabn al frente de la Alcaldía de São Paulo, y tienen su entrada princpial en esta calle además de otra en el Vale do Anhangabaú.